# (17066) Ginagallant
(17066) Ginagallant est un astéroïde de la ceinture principale.

## Description
(17066) Ginagallant est un astéroïde de la ceinture principale. Il fut découvert le 15 avril 1999 à Socorro (Nouveau-Mexique) par le projet LINEAR. Il présente une orbite caractérisée par un demi-grand axe de 2,59 UA, une excentricité de 0,07 et une inclinaison de 5,7° par rapport à l'écliptique.

## Compléments